# Dassari
Dassari è un arrondissement del Benin situato nella città di Matéri (dipartimento di Atakora) con 22 693 abitanti (dato 2006). Nell'arrondissement è situato il villaggio di Porga, sede di una degli accessi al Parco nazionale di Pendjari.